# 현열
현열(顕熱)은 물질을 가열이나 냉각했을 때 상변화없이 온도변화에만 사용되는 열량이다. 
현열은 열교환이 신체 또는 시스템의 온도와 신체 또는 시스템의 일부 거시적 변수를 변경하지만 부피나 압력 등 신체 또는 시스템의 특정 다른 거시적 변수는 변경하지 않는 신체 또는 열역학 시스템에 의해 교환되는 열이다.

## 같이 보기
- 엔탈피